# 新竹市各級學校列表
本列表為列舉新竹市現有的各級學校。新竹市為臺灣的高等教育重鎮，目前計有國中12所、國小33所、公私立幼兒園1所；另有大專院校5所、公私立高級中等學校12所。

## 大專院校
| # | 學校名稱         | 學校地址                                                              | 網址                                            |
| 1 | 國立清華大學     | 新竹市東區光復路二段101號（校本部） 新竹市東區南大路521號（南大校區） | http://www.nthu.edu.tw/ （页面存档备份，存于）  |
| 2 | 國立陽明交通大學 | 新竹市東區博愛街75號（博愛校區） 新竹市東區大學路1001號（光復校區）   | https://www.nctu.edu.tw/ （页面存档备份，存于） |
| 3 | 中華大學         | 新竹市香山區東香里五福路二段707號                                     | http://www.chu.edu.tw/ （页面存档备份，存于）   |
| 4 | 玄奘大學         | 新竹市香山區玄奘路48號                                                | http://www.hcu.edu.tw/ （页面存档备份，存于）   |
| 5 | 元培醫事科技大學 | 新竹市香山區元培街306號                                               | https://www.ypu.edu.tw/ （页面存档备份，存于）  |

## 高級中等學校
| #  | 學校名稱                         | 學校地址                   | 網址                                                                      |
| 1  | 國立新竹高級中學                 | 新竹市東區學府路36號       | https://www.hchs.hc.edu.tw （页面存档备份，存于）                         |
| 2  | 國立新竹女子高級中學             | 新竹市東區中華路二段270號  | https://www.hgsh.hc.edu.tw/ （页面存档备份，存于）                        |
| 3  | 國立新竹高級工業職業學校         | 新竹市東區中華路二段2號    | https://www.hcvs.hc.edu.tw/ （页面存档备份，存于）                        |
| 4  | 國立新竹高級商業職業學校         | 新竹市東區學府路128號      | https://www.hccvs.hc.edu.tw/（页面存档备份，存于） （页面存档备份，存于） |
| 5  | 國立新竹科學園區實驗高級中等學校 | 新竹市東區介壽路300號      | https://www.nehs.hc.edu.tw/ （页面存档备份，存于）                        |
| 6  | 新竹市立建功高級中學             | 新竹市東區建功二路17號     | https://www.cksh.hc.edu.tw/ （页面存档备份，存于）                        |
| 7  | 新竹市立成德高級中學             | 新竹市北區松嶺路128巷38號  | https://www.cdjh.hc.edu.tw/ （页面存档备份，存于）                        |
| 8  | 新竹市立香山高級中學             | 新竹市香山區元培街124號    | https://www.hhjh.hc.edu.tw/ （页面存档备份，存于）                        |
| 9  | 新竹市私立光復高級中學           | 新竹市東區光復路二段153號  | https://www.kfsh.hc.edu.tw/ （页面存档备份，存于）                        |
| 10 | 新竹市私立曙光女子高級中學       | 新竹市東區北大路61號       | http://www.sggs.hc.edu.tw/ （页面存档备份，存于）                         |
| 11 | 新竹市私立世界高級中學           | 新竹市東區光復路一段257號  | http://www.wvs.hc.edu.tw/ （页面存档备份，存于）                          |
| 12 | 新竹市私立磐石高級中學           | 新竹市北區西大路683號      | https://www.sphs.hc.edu.tw/ （页面存档备份，存于）                        |
| 13 | 新竹市立數位實驗高級中等學校     | 新竹市香山區延平路二段76號 | https://www.desh.hc.edu.tw/preparation （页面存档备份，存于）             |

## 國民中學
- 國立新竹科學園區實驗高級中等學校國中部
- 新竹市立三民國民中學 （页面存档备份，存于）
- 新竹市立內湖國民中學 （页面存档备份，存于）
- 新竹市立光武國民中學 （页面存档备份，存于）
- 新竹市立光華國民中學 （页面存档备份，存于）
- 新竹市立竹光國民中學 （页面存档备份，存于）
- 新竹市立成德高級中學國中部
- 新竹市立育賢國民中學 （页面存档备份，存于）
- 新竹市立虎林國民中學 （页面存档备份，存于）
- 新竹市立南華國民中學 （页面存档备份，存于）
- 新竹市立香山高級中學國中部
- 新竹市立建功高級中學國中部
- 新竹市立建華國民中學 （页面存档备份，存于）
- 新竹市立培英國民中學 （页面存档备份，存于）
- 新竹市立富禮國民中學 （页面存档备份，存于）
- 新竹市立新科國民中學 （页面存档备份，存于）
- 新竹市私立光復高級中學附設國中部
- 新竹市私立康橋雙語中小學國中部
- 天主教磐石高級中學附設國中部
- 新竹市私立曙光女子高級中學附設國中部 （页面存档备份，存于）

## 國民小學
- 國立清華大學附設實驗國民小學 （页面存档备份，存于）
- 國立新竹科學園區實驗高級中等學校國小部 （页面存档备份，存于）
- 新竹市東區新竹國民小學  （页面存档备份，存于）
- 新竹市東區三民國民小學  （页面存档备份，存于）
- 新竹市東區水源國民小學
- 新竹市東區竹蓮國民小學  （页面存档备份，存于）
- 新竹市東區建功國民小學  （页面存档备份，存于）
- 新竹市東區東門國民小學  （页面存档备份，存于）
- 新竹市東區東園國民小學  （页面存档备份，存于）
- 新竹市東區科園國民小學  （页面存档备份，存于）
- 新竹市東區高峰國民小學  （页面存档备份，存于）
- 新竹市東區青草湖國民小學
- 新竹市東區陽光國民小學  （页面存档备份，存于）
- 新竹市東區龍山國民小學  （页面存档备份，存于）
- 新竹市東區關東國民小學  （页面存档备份，存于）
- 新竹市東區關埔國民小學
- 新竹市天主教私立曙光國小 （页面存档备份，存于）
- 新竹市北區北門國民小學 創立1898年
- 新竹市北區民富國民小學
- 新竹市北區西門國民小學 （页面存档备份，存于）
- 新竹市北區載熙國民小學 （页面存档备份，存于）
- 新竹市北區南寮國民小學 （页面存档备份，存于）
- 新竹市北區舊社國民小學 （页面存档备份，存于）
- 新竹市香山區大庄國民小學 （页面存档备份，存于）
- 新竹市香山區大湖國民小學 （页面存档备份，存于）
- 新竹市香山區內湖國民小學 （页面存档备份，存于）
- 新竹市香山區虎林國民小學 （页面存档备份，存于）
- 新竹市香山區香山國民小學 （页面存档备份，存于）
- 新竹市香山區茄苳國民小學 （页面存档备份，存于）
- 新竹市香山區南隘國民小學
- 新竹市香山區頂埔國民小學 （页面存档备份，存于）
- 新竹市香山區朝山國民小學 （页面存档备份，存于）
- 新竹市香山區港南國民小學 （页面存档备份，存于）
- 新竹市私立康橋雙語中小學國小部

## 幼兒園
- 新竹市立幼稚園(1923年8月15日 成立於北門街三三四號)
- 新竹市立三民國民小學附設幼稚園
- 新竹市立載熙國民小學附設幼稚園
- 新竹市私立漢生幼稚園

- 中華信義神學院
- 台灣基督長老教會聖經學院

## 社區大學
- 新竹市青草湖社區大學
- 新竹市風城社區大學
- 新竹市香山社區大學
- 新竹市科學城社區大學 （页面存档备份，存于）
- 新竹市婦女社區大學 （页面存档备份，存于）

- 國立新竹社會教育館
- 新竹州圖書館

## 國際學校
- 新竹美國學校（國小/國中/高中）
- 新竹荷蘭國際學校（學前教育/國小/國中/高中）
- 亞太美國學校（學前教育/國小/國中/高中）